# Campoplex indicus
Campoplex indicus là một loài tò vò trong họ Ichneumonidae.